# 愛夢路澪
愛夢路 澪（あむろ れい、1993年12月3日 - ）は、日本のホスト。

## プロフィール
出身地：東京
血液型：A型 
星座：いて座
身長：175cm

## 経歴(生い立ち)
1993年東京都にて出生。出身地は福島県。
高等部中退後、17歳で上京。新聞配達のアルバイトを始める。
18歳からホストクラブ「ageha swallowtail」在籍。
2014年より「men's&Queen」に在籍。
その後、年間売上1億を達成。
2019年、ホストクラブ『Arthur(アーサー)』をオープン。YouTubeチャンネル「amuro connectionアムコネ」の作成。「3日で1億円売り上げた ホストの稼ぐセオリー」を出版。

## 人物・エピソード
野球とONE PIECE好き。
ファッションモデル。

## 出演
バラエティ
・4月10日フジテレビの恋愛総選挙で、土田晃之や指原莉乃、NONSTYLE井上裕介らと共演。

## 書籍
- 3日で1億円売り上げた ホストの稼ぐセオリー(幻冬舎、2019年11月4日) ISBN 9784344925649